# 尤尼斯·貝勒漢達
尤尼斯·貝勒漢達（阿拉伯語：يونس بلهندة；1990年2月25日—）是一位摩洛哥足球運動員，在場上的位置是中鋒。他現在代表摩洛哥國家足球隊。